# María Agustina Rivas López
María Agustina Rivas López, R.B.P. (13. června 1920 Coracora – 27. září 1990, La Florida) byla peruánská římskokatolická řeholnice kongregace Sester Panny Marie Dobrého Pastýře, zavražděná během ozbrojeného konfliktu v Peru členy Komunistické strany Peru. Katolická církev ji uctívá jako blahoslavenou mučednici.

## Život

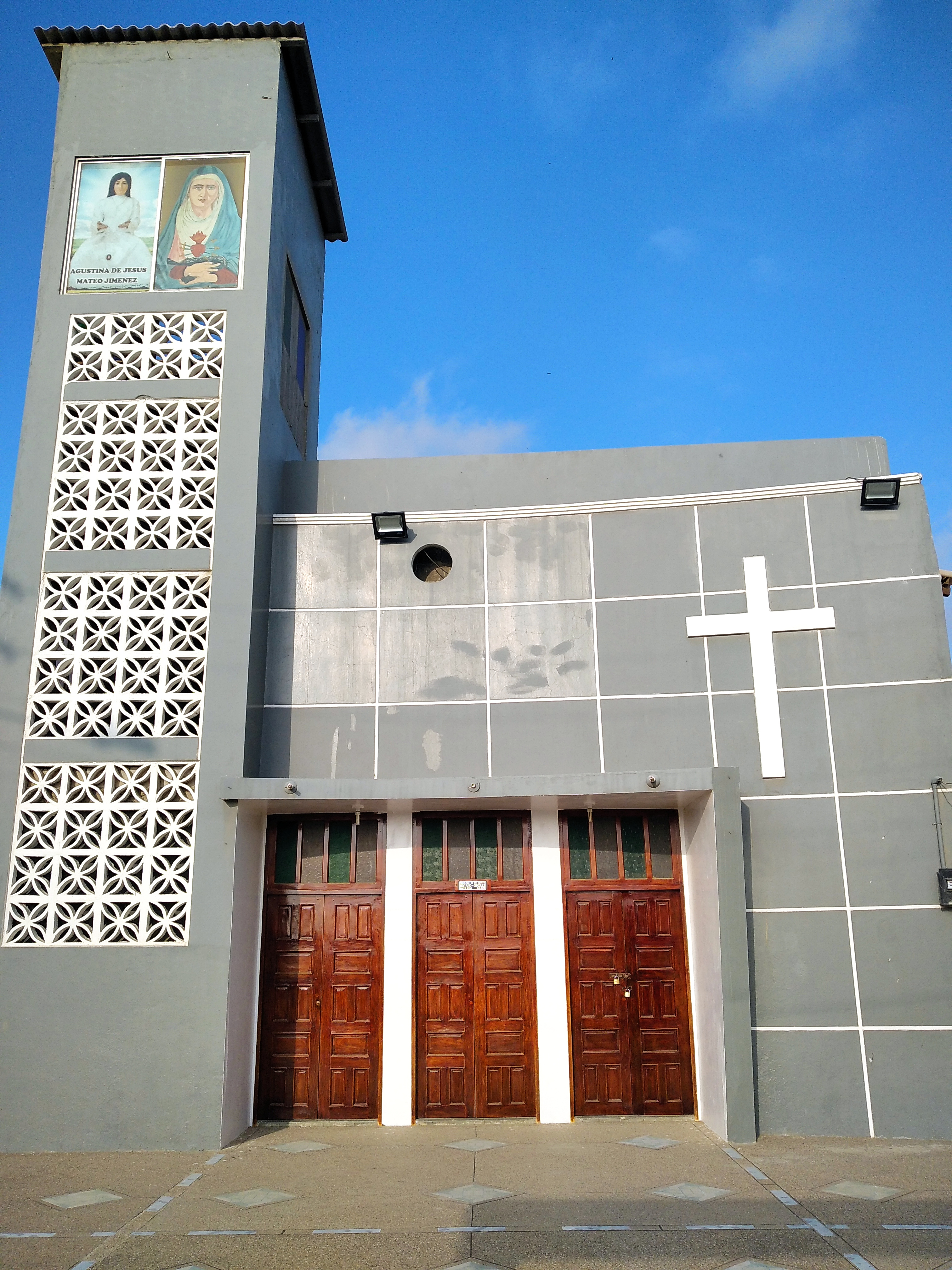
Kaple, vystavěná na místě její mučednické smrti

Narodila se dne 13. června 1920 v Coracoře rodičům Damasu Rivasovi a Modestě López de Rivera. Pokřtěna byla dne 11. července 1920, biřmována byla roku 1925. Ve svých 14 letech se přestěhovala na studium do Limy. Školu vedly řeholnice z Kongregace sester Panny Marie Dobrého Pastýře. Po dokončení studií se rozhodla do této kongregace sama vstoupit. Dne 8. února 1945 složila své první dočasné řeholní sliby a dne 8. února 1949 slavné řeholní sliby.
V klášteře v Limě žila do roku 1988. Plnila zde různé funkce, byla např. kuchařka, uklízečka, zdravotní sestra, nebo vychovatelka ve škole.
Roku 1988 byla poslána do města La Florida, kde revoluční hnutí Světlá stezka provádělo teroristickou činnost. Zde měla za úkol spolu s ostatními řeholnicemi pomoci postiženému obyvatelstvu v této nebezpečné době.
Dne 27. září 1990 byla před shromážděním na náměstí v La Florida zabita skupinou teroristů.

## Úcta
Její beatifikační proces započal dne 4. října 2017. Dne 22. května 2021 podepsal papež František dekret o jejím mučednictví.
Blahořečena pak byla dne 7. května 2022 v La Floridě. Obřadu předsedal jménem papeže Františka kardinál Baltazar Enrique Porras Cardozo.
Její památka je připomínána 26. září. Je zobrazována v řeholním oděvu.